# 2000年シドニーオリンピックのインドネシア選手団
2000年シドニーオリンピックのインドネシア選手団（2000ねんシドニーオリンピックのインドネシアせんしゅだん）は、2000年9月15日から10月1日にかけてオーストラリアのニューサウスウェールズ州シドニーで開催された2000年シドニーオリンピックのインドネシア選手団、およびその競技結果。

## 概要
今大会は金メダル1個、銀メダル3個、銅メダル2個の合計6個のメダルを獲得した。

## メダル
| メダル | 選手名                                      | 競技                 | 種目           |
| ------ | ------------------------------------------- | -------------------- | -------------- |
| 金     | トニー・グナワン チャンドラ・ウィジャヤ     | バドミントン         | 男子ダブルス   |
| 銀     | ヘンドラワン                                | バドミントン         | 男子シングルス |
| 銀     | トリ・クシャリアント ミナルティ・ティムール | バドミントン         | 混合ダブルス   |
| 銀     | ラエマ・リサ・ルンベワス                    | ウエイトリフティング | 女子48kg級     |
| 銅     | スリ・インドリアニ                          | ウエイトリフティング | 女子48kg級     |
| 銅     | ウィナルニ・ビンティ・スラメット            | ウエイトリフティング | 女子53k牛      |